# Жан Фальц
Жан Фальц (англ. Jean Faltz) (29 грудня 1951) — люксембурзький дипломат. Надзвичайний і Повноважний посол Люксембургу в Чехії та в Україні за сумісництвом.

## Життєпис
Жан Фальц народився 29 грудня 1951 року, за освітою політолог.
З 1977 по 1981 рр. — працював секретарем у Департаменті з міжнародних економічних питань.
З 1982 по 1986 рр. — помічник Постійного представника Люксембургу при Організації Об'єднаних Націй в Нью-Йорку.
З 1986 по 1993 рр. — генеральний консул в Сан-Франциско.
З 1993 — Надзвичайний і Повноважний Посол Люксембургу в Іспанії та Андоррі.
З 1998 — директор з міжнародних економічних відносин у Міністерстві закордонних справ.
З 2003 — Надзвичайний і Повноважний Посол Люксембургу на Мальті.
З 2008 по 2013 рр. — Надзвичайний і Повноважний Посол Люксембургу в Чехії та в Україні за сумісництвом.
4 березня 2008 року — вручив вірчі грамоти Президенту України Віктору Ющенку.
З 2015 рр. — Надзвичайний і Повноважний Посол Люксембургу в Болгарії.